# クロアチア航空

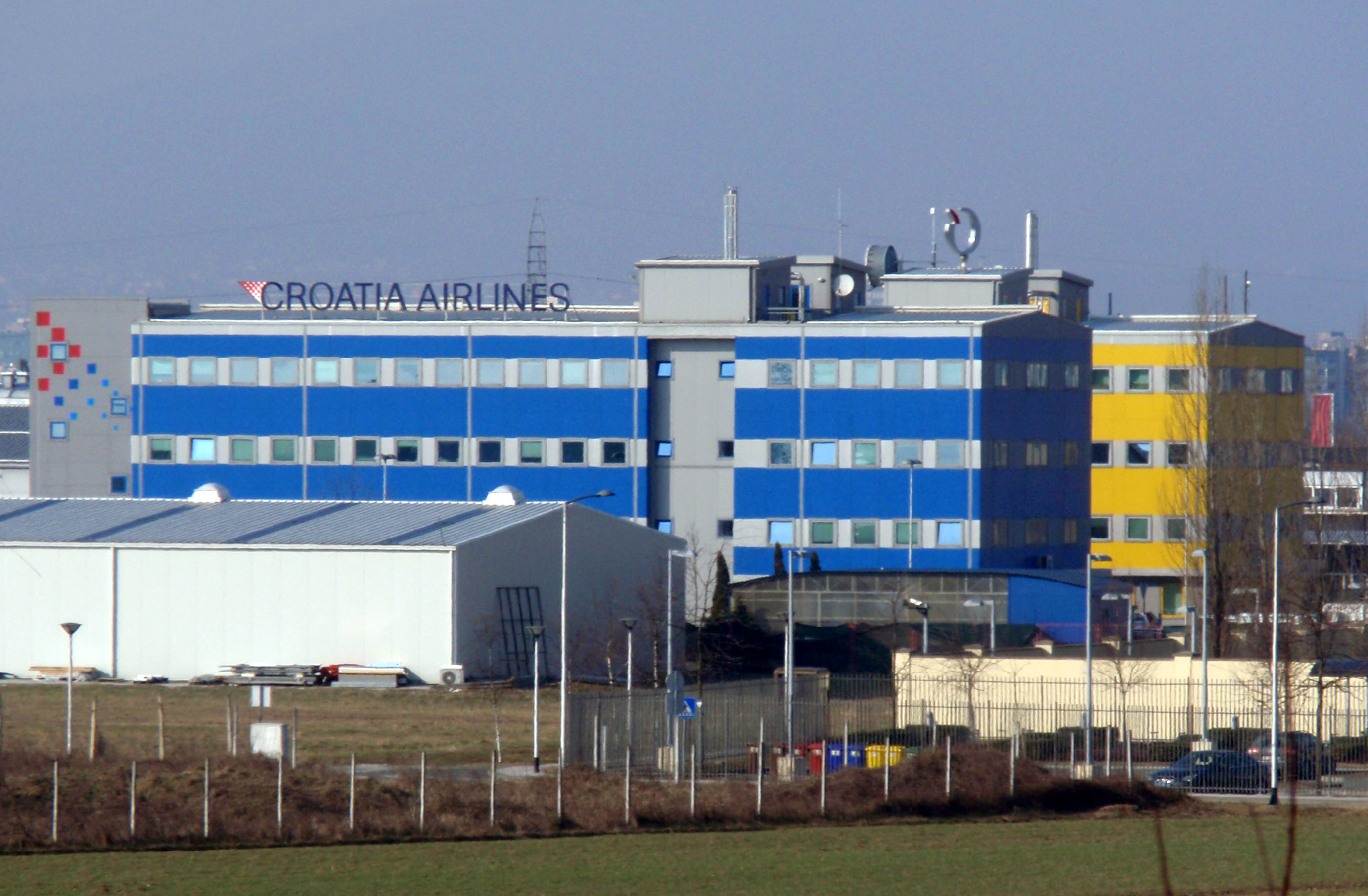
本社ビル（ザグレブ）

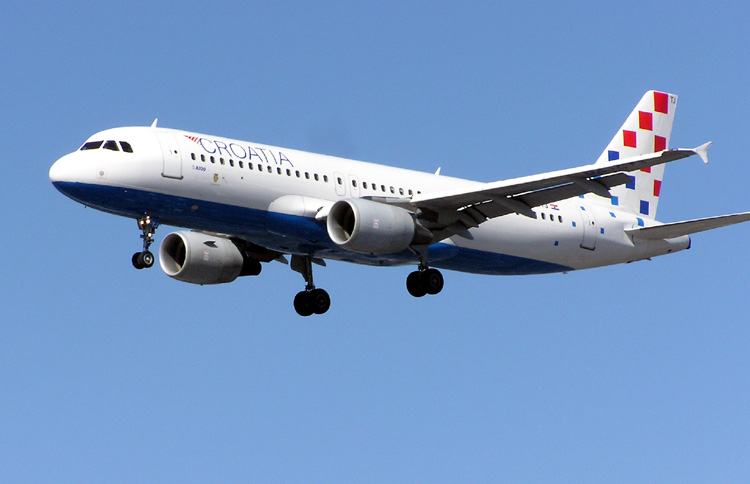
エアバスA320-200

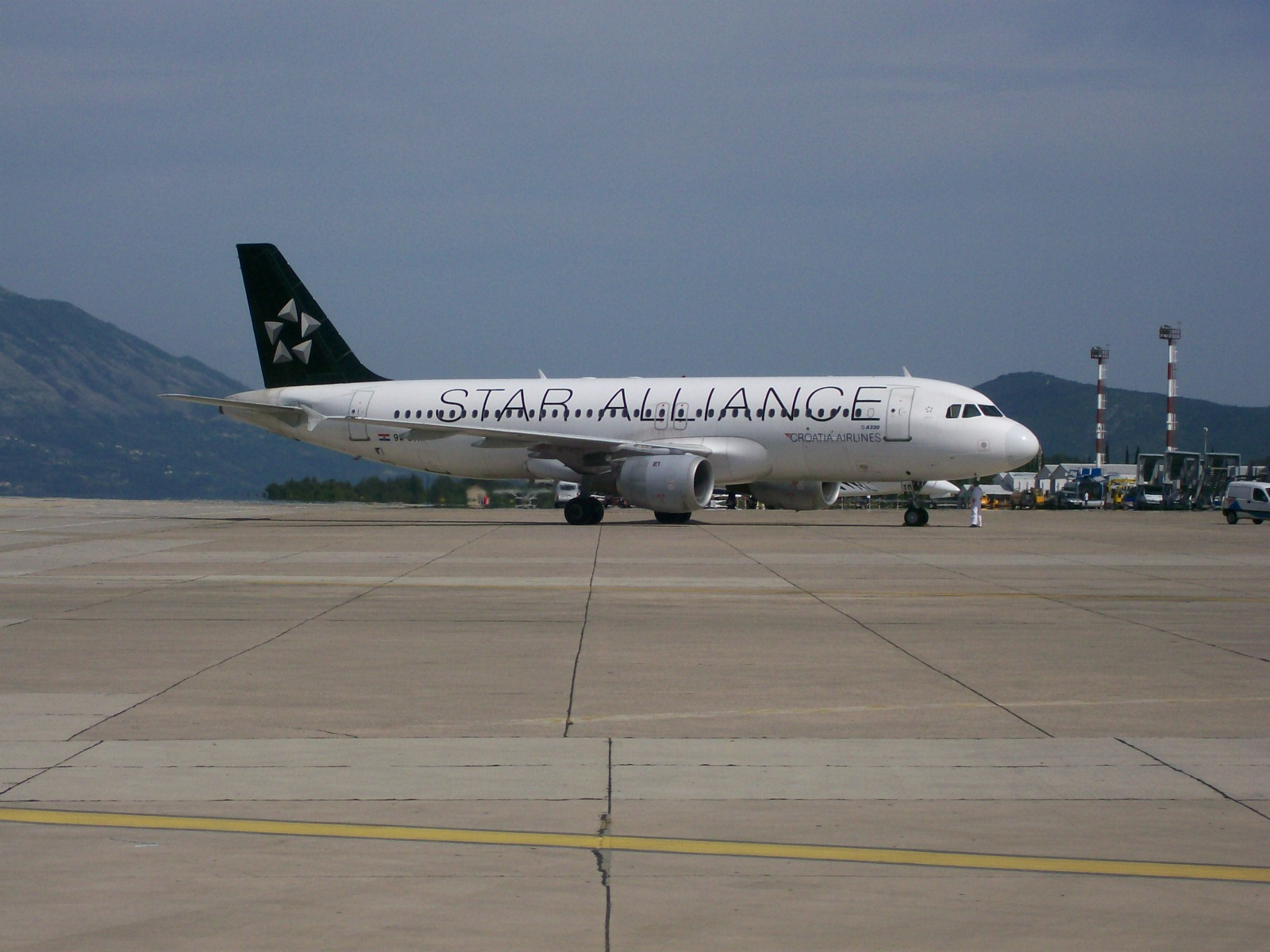
エアバスA320-200(スターアライアンス特別塗装機)

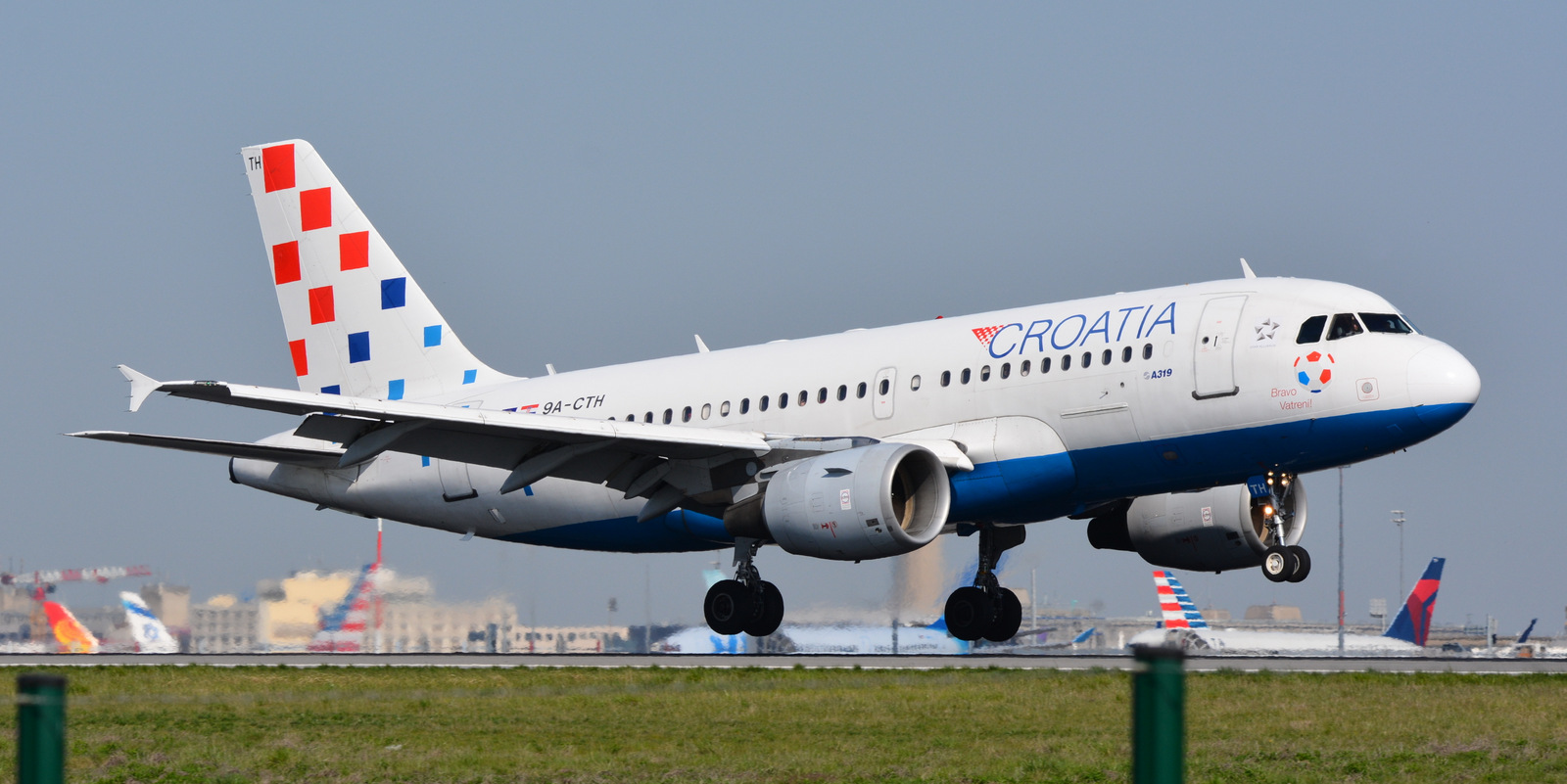
エアバスA319-100

クロアチア航空（クロアチアこうくう、英語: Croatia Airlines）は、クロアチアのザグレブに本部を置く国営航空会社である。クロアチアのフラッグ・キャリアであり、スターアライアンスに加盟している。
航空券の座席予約システム（CRS）は、アマデウスITグループが運営するアマデウスを利用している。

## 歴史
- 1989年7月20日、ザグレブ航空という名称で、貨物航空会社として設立された。UPS航空からセスナ 402を導入して運航を開始した。
- 1990年7月23日に、現在のクロアチア航空という名称に改名。
- 1991年、アドリア航空からリース導入したマクドネル・ダグラスMD-82で国内旅客輸送を開始した。
- ユーゴスラビア紛争の終結後、ルフトハンザからボーイング737をリース導入し、IATA（国際航空運送協会）に加盟した。
- 1992年4月5日、ザグレブ-フランクフルト間で国際線運航を開始。
- 1993年には、2機のATR42を導入したほか、ヨーロッパの複数の都市に駐在員事務所を開設し、また、旅行代理店Obzorを買収した。
- 1996年、ボスニア戦争後、サラエボに就航した最初の航空会社となった。
- 1997年、エアバスA320を導入。
- 2004年11月18日にスターアライアンスのリージョナルメンバー（地域会員）として加盟した。
- 2007年4月19日にドイツ、フランクフルトにて、スターアライアンスの正会員として加盟する事が議決され、2009年9月頃にリージョナルメンバーから正会員への昇格を果たした。（スターアライアンスのリージョナルメンバーは廃止となった）

## 機材
| 機材                    | 運用数 | 発注数 | 座席数 | 備考                    |
| ----------------------- | ------ | ------ | ------ | ----------------------- |
| エアバスA220-100        | -      | 2      | 127    | ALCよりリース導入予定   |
| エアバスA220-300        | 5      | 8      | 149    | うち7機はリース導入予定 |
| エアバスA319-100        | 4      | -      | 144    | A220に置き換え予定      |
| エアバスA320-200        | 2      | -      | 174    | A220に置き換え予定      |
| ボンバルディアDHC-8-400 | 4      | -      | 76     | A220に置き換え予定      |
| 計                      | 15     | 10     |        |                         |

## 就航路線
| ザグレブ、スプリト 、ドゥブロヴニク 、サダール 、ブラチ、オシエク、リエカ |                                                                    |
| スウェーデン                                                              | ストックホルム                                                     |
| イギリス                                                                  | ロンドン/ヒースロー、ロンドン/ガトウィック                         |
| フランス                                                                  | パリ/シャルル・ド・ゴール、リヨン                                  |
| イタリア                                                                  | ミラノ、ローマ/フィウミチーノ                                      |
| スペイン                                                                  | マドリード、バルセロナ                                             |
| アイルランド                                                              | ダブリン                                                           |
| 北マケドニア                                                              | スコピエ                                                           |
| ボスニア・ヘルツェゴビナ                                                  | サラエヴォ                                                         |
| アルバニア                                                                | ティラナ                                                           |
| ベルギー                                                                  | ブリュッセル                                                       |
| オーストリア                                                              | ウィーン                                                           |
| スイス                                                                    | チューリッヒ                                                       |
| ルーマニア                                                                | ブカレスト                                                         |
| ノルウェー                                                                | オスロ                                                             |
| オランダ                                                                  | アムステルダム                                                     |
| ギリシャ                                                                  | アテネ                                                             |
| デンマーク                                                                | コペンハーゲン                                                     |
| チェコ                                                                    | プラハ                                                             |
| ドイツ                                                                    | フランクフルト、ハンブルグ、ミュンヘン、ベルリン、デュッセルドルフ |
| トルコ                                                                    | イスタンブール                                                     |